# Висс, Йоханн Давид
Йоханн Давид Висс (нем. Johann David Wyss; 28 мая 1743, Берн — 11 января 1818, Берн) — швейцарский прозаик, реформатский пастор.

## Биография
Йоханн Висс родился в семье высокопоставленного офицера. Изучал философию и теологию в Бернском и Лозанском университетах. В 1775 году занял пост пастора в Зедорфе, а спустя два года - в Бернском соборе. В 1803 году переехал в своё поместье в Кёнице, где занимался садоводством и разведением пчёл.
Йоханн Давид Висс скончался на 74 году жизни в 1818 году.

## Творчество
Прославился своей книгой «Швейцарский Робинзон» (1812, «Der Schweizerische Robinson»). Считается, что его вдохновила книга Даниеля Дефо «Робинзон Крузо», но Висс хотел написать поучительную историю для своих детей. Книга повествует о приключениях швейцарской семьи, которая пережила кораблекрушение и вынуждена вести жизнь на пустынном острове.
Впервые роман опубликован на немецком языке в 1812 году, на английский его перевели через два года. Эта книга быстро завоевала популярность.
Жюлю Верну с детства очень нравился этот роман, среди всех «робинзонад» он ставил его на первое место. Позже Верн написан, как продолжение романа «Швейцарский Робинзон» свой роман «Вторая родина», а затем продолжил тему в романах «Дядюшка Робинзон» (1869 - 1870), «Школа Робинзонов» (1882).
Книга Висса была отредактирована его сыном Иоганном Рудольфом Виссом, учёным, одним из авторов швейцарского национального гимна. Другой сын, Иоганн Эммануил Висс, проиллюстрировал эту книгу.
Стиль Висса описывали как истинно христианский и глубоко моральный.